# Eucithara arenivaga
Eucithara arenivaga é uma espécie de gastrópode do gênero Eucithara, pertencente à família Mangeliidae.